# Bertogne
Bertogne (wa. Biertogne) – dzielnica (section) miasta Bastogne w Belgii, w Regionie Walońskim, w prowincji Luksemburg, w okręgu Bastogne. 1 stycznia 2020 roku liczyła 3767 mieszkańców. Do 1 grudnia 2024 r. samodzielna gmina. 